# 工蜂六型多管火箭

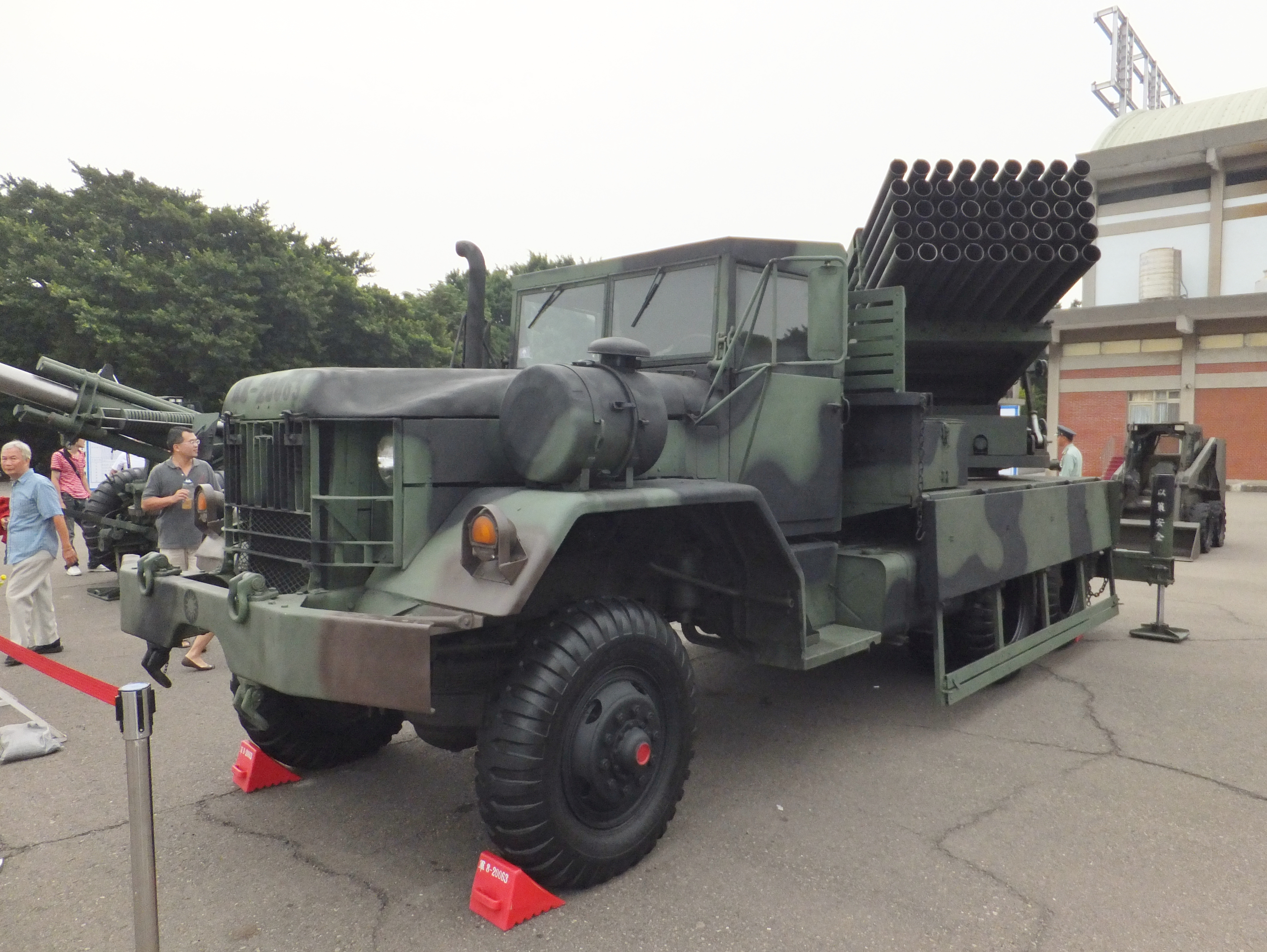
工蜂六型多管火箭，前方特寫。

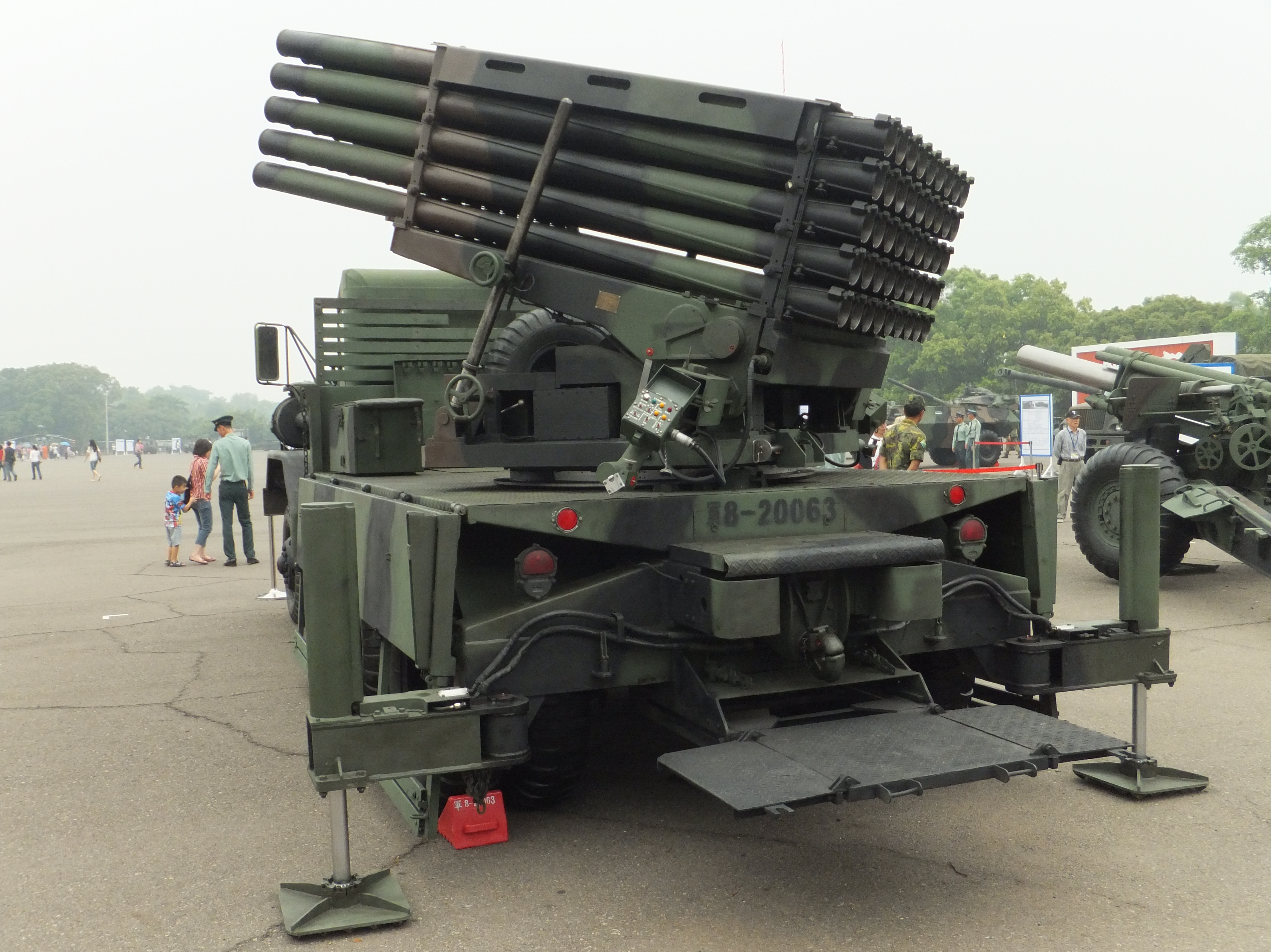
工蜂六型多管火箭，後方特寫。

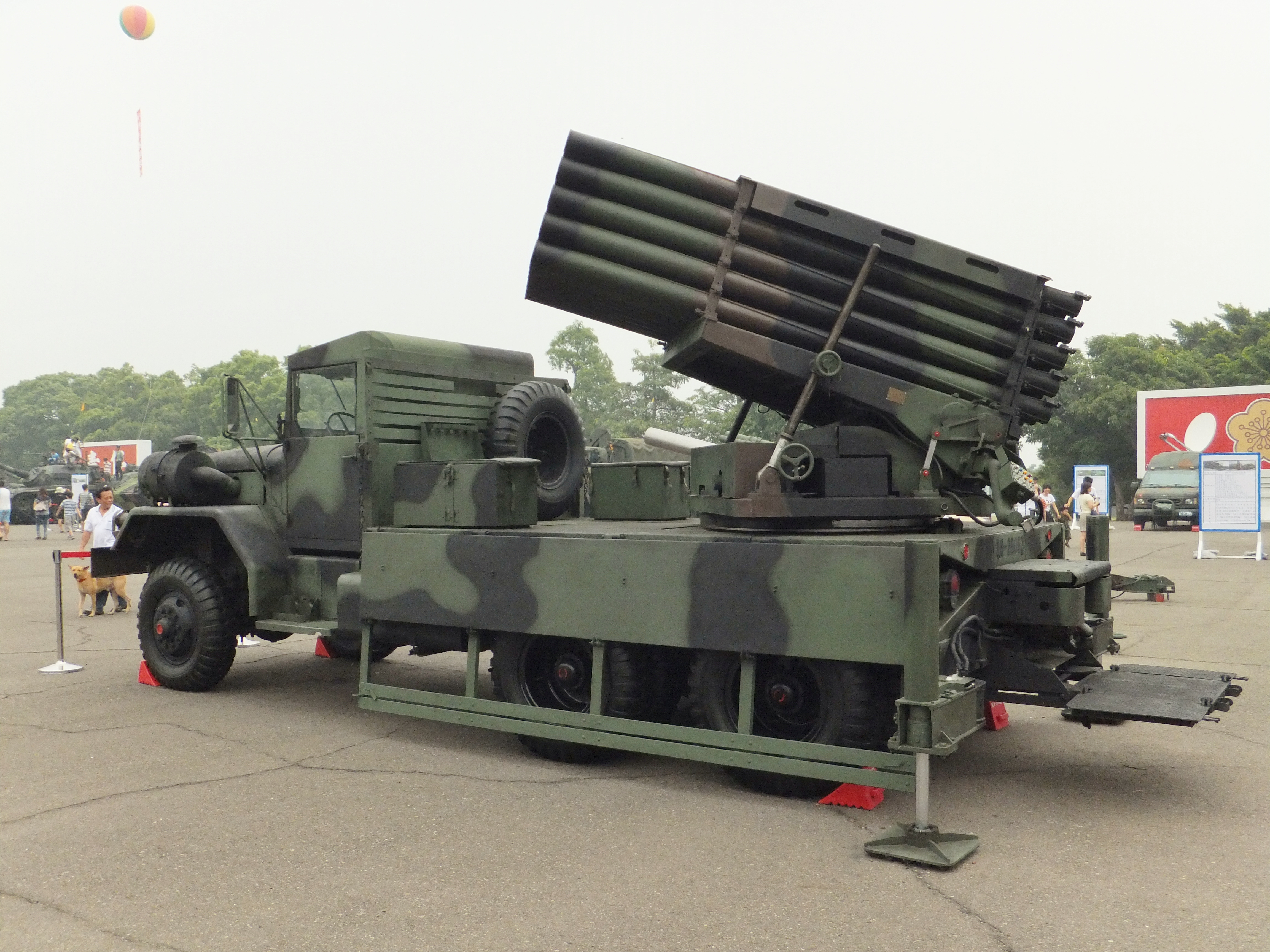
工蜂六型多管火箭，左方特寫。

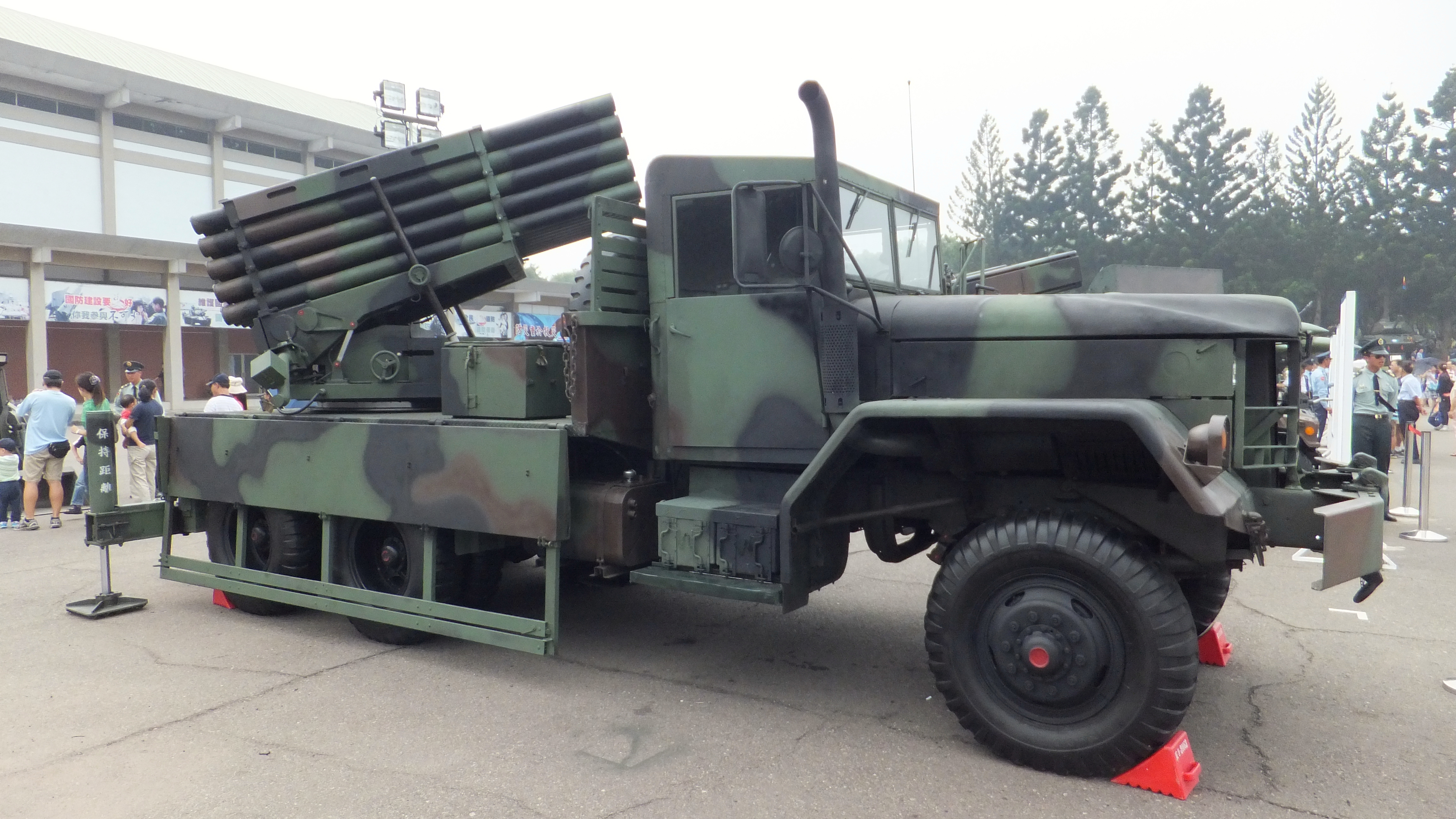
工蜂六型多管火箭，右方特寫。

工蜂六型多管火箭 (Kung Feng Multiple Launch Rocket System)於民國64年（1975）年7月開始研發，代號「嵩山計畫」。民國七十年（1981）國慶閱兵時對外公開，民國71年（1982）定型，量產後迅速取代工蜂四型在中華民國陸軍中的地位。

## 諸元特性
工蜂六型外型類似蘇聯的BM-21火箭炮，但口徑略小，數量則略增。為一組彈徑117公厘的45管火箭發射器，可發射工六A型火箭彈，發射器可在22.5秒內發射所有火箭，並製造800x600公尺的殺傷區域。
工六A型火箭彈長2.166公尺，重42.64kg，配備彈種為高爆彈與黃磷彈，最大射程為15,000公尺。

## 歷史
在1970年代開發時，最早期的工蜂六型火箭射程只有10公里，甚至不如工蜂四型，因此才有工六A型火箭的出現，1977年6月30日，工六A型火箭原型彈研發工作完成，7月中旬在台中、雲林西螺進行3天多次試射；不過砲兵科出身的中華民國參謀總長郝柏村上將對射程仍不甚滿意，因為1980年代時國際上的多管火箭標準都已經有20公里射程，工六A型仍與國外製品有相當落差，如1980年西德陸軍主力多管火箭LARS-2，以110公厘彈徑的尺寸達成25公里射程，
117公厘彈徑的工六A多管火箭射程僅15公里已屬落後。郝柏村在參謀總長任內要求中科院研發射程增長至22公里，配備子母彈頭與空炸信管的工蜂六B火箭彈，雖然中科院完成研發，但並沒有投入服役。後來各國的多管火箭一直持續精進，冷戰後122公厘等級的火箭彈射程動輒20公里以上，也顯示了中華民國在推進藥柱的化學科技研究落後先進國家許多，直接影響中華民國國軍在投射武器的性能上輸人一截。
1977年10月14日，工六火箭曾規劃使用M42防空砲車的履帶底盤作為發射載台；但因為M41輕型坦克早已停產，陸軍不願也提供現役車輛且缺乏複刻技術的情況下無法籌獲，所以陸軍總部與中科院完成協調將底盤改為M51A2五噸傾卸車（M54卡車的一種子型號），量產型使用M809卡車（5噸載重車），並裝備FAC-202R（Field Artillery Computer野戰砲兵計算機）射擊指揮儀改善火箭彈著精度，使其CEP (Circular error probable) 達到1%。1978年3月20日，陸軍總部針對工蜂六型多管火箭系統的申購系統分析報告，陸軍將購買7具發射架和火箭彈3200枚，其中6具發射架和火箭彈1200枚組成一個火力單位，作為陸軍火箭部隊編實成軍前實驗用，剩下的一具發射架和火箭彈2000枚，做為中科院試驗用。1979年5月5日，陸軍總部發函請中科院研究以「M113裝甲車」做為工蜂六型多管火箭系統發射載具的可能性，因工蜂六型多管火箭系統的火箭發射架太大，還有升降轉向裝置，無法裝載於M113裝甲車上而作罷，因此陸軍放棄履帶化構想。
1981年4月16日，執行「蜂王一號演習」，由時任參謀總長宋長志上將主持，向國軍高階將領進行實彈射擊火力展示。
1981年5月，陸軍編成「工六A火箭砲實驗連」，在台南永康砲兵學校進行各項戰術評測與編裝實驗。
1981年10月10日，「漢武演習」雙十節國慶閱兵大典首度展出工蜂六型多管火箭系統。
1982年3月，執行「蜂王二號演習」，在澎湖實施實彈射擊。
1982年6月，工蜂六型多管火箭系統量產成軍，汰除工蜂四型；原設計工蜂六型多管火箭被賦予發射化學彈的任務，因此工蜂六型多管火箭最早的成軍編組構想是要編入軍團直屬化學兵群，採火箭連編裝，每連12具發射架，每群有2個下轄連，因此會有6個連（72輛）的生產目標。但1980年代初期國際間已有管制化學武器的呼聲，且中科院並無研發成功化學兵器多管火箭的紀錄，因此後來工蜂六型多管火箭系統並未配備化學彈，且部署在軍團直屬的砲兵指揮部下運用；量產後，工六火箭系統配備在陸軍第六軍團指揮部21砲指部801多管火箭營、陸軍第八軍團指揮部43砲指部802多管火箭營，兩個多管火箭營均為1個營部連、3個多管火箭連，每連仍為12輛多管火箭車編裝，含原型實際產量約在80輛左右。
1995年7月，爆發臺灣海峽飛彈危機，中共人民解放軍對中華民國展開文攻武嚇，並連續試射多枚導彈命中台灣外海。國軍為了反制解放軍蠢動，將一個連的工蜂六型多管砲兵火箭連派駐至金門，將一個工蜂六型多管砲兵火箭排前推至大膽島，必要時針對共軍重要政經措施給予打擊。
1997年精實案裁軍計畫實施後，原本兩個多管火箭營個抽調一個多管火箭連，移交給陸軍第十軍團指揮部58砲指部成立803多管火箭營。另外陸軍金門防衛指揮部、陸軍馬祖防衛指揮部也各轄有多管火箭排，但實際編裝規模不明。
相較同時期其他國家的多管火箭系統，工蜂六型仍無快速裝彈機構，也沒有專屬的裝填車，只能靠人力裝彈，射擊後需要15分鐘以上才能完成再裝填，這點從未改善。在雷霆2000多管火箭系統量產後，陸軍將工蜂六型除役。雖然實際除役日期未公開，但陸軍在2014年便開始委託中科院進行工六火箭彈的改造作業，以讓其成為雷霆2000的練習彈。

## 關連項目
- 工蜂四型多管火箭
- 工蜂七型多管火箭

## 腳注
1. ↑  .   [2016-01-17]. （原始内容存档于2020-07-08）.
2. ↑  全球防衛雜誌 328 期P102.台灣多管火箭發展秘辛
3. ↑  .   [2022-04-03].

## 外部連結
- 中華民國國防部-工蜂六型多管火箭系統[永久]